# 汤川势
在粒子物理学、原子物理学以及凝聚态物理学中，汤川势指的是下式所表示的势场：
{\displaystyle V_{\text{Yukawa}}(r)=-g^{2}{\frac {e^{-\alpha mr}}{r}}}，
式中，{\displaystyle g}是描述场强的一个常数，{\displaystyle \alpha }是另一常数，{\displaystyle r}指的是场点与参考点的距离。汤川势随距离{\displaystyle r}的增大而增大且单调趋近于0。

## 历史
1935年，汤川秀树提出，核力是由交换某种粒子的机制而形成的，这种粒子被称为π介子。後來，按照量子场论，描述核力的介子场的势函数应正比于介子的波函数，从一个核子发出的介子的波函数是球面波，即具有{\displaystyle e^{ipr}/r}的形式，不过介子的动量是虚的，从而有：
{\displaystyle V(r)\propto -{\frac {e^{-|p|r/\hbar }}{r}}=-{\frac {e^{-r/\lambda }}{r}}}.
上式即为汤川势的表达式，它代表一个按指数规律递减的短程力，其力程为：
{\displaystyle {\bar {\lambda }}={\frac {\hbar }{m_{\pi }c}}\approx 1.4\ \mathrm {fm} }

## 与库仑势的关系
由于电荷之间库仑相互作用的量子图像是交换光子，而且光子的静质量{\displaystyle m_{\gamma }=0}，所以可得库伦势的形式为：
{\displaystyle V_{\text{Coulomb}}(r)\propto {\frac {1}{r}}}